# Мунчан, Славко
Славко Мунчан (серб. Славко Мунћан; 6 июня 1910, Крушчица — 5 сентября 1941, Вршац) — югославский студент, партизан Народно-освободительной войны Югославии и Народный герой Югославии.

## Биография
Родился 6 июня 1910 года в селе Крушчица близ Белы-Црквы. Окончил начальную школу в родном селе, шесть классов средней школы (гимназии) в Беле-Цркве и два класса в Вршаце (там же сдал экзамены). В 1930 году поступил на юридический факультет Белградского университета.
Будучи учеником гимназии во Вршаце, Славко Мунчан вступил в революционное молодёжное движение и стал одним из первых членов Союза коммунистической молодёжи Югославии. Будучи студентом, участвовал активно в студенческом движении университета, организовывал демонстрации и различные акции протеста против правившего короля Александра I. Благодаря своему ораторскому таланту привлёк внимание других юных студентов из Баната — Деяна Бранковича, Страхине Стефановича, Марко Стояновича и т.д. В Коммунистическую партию Югославии принят в 1933 году.
После серии демонстраций в феврале 1933 года Мунчан был арестован вместе с сотнями других студентов. При обыске в его доме полиция обнаружила огромное количество марксистской литературы. Славко был отправлен в тюрьму на месяц и исключён из университета. После освобождения он был отправлен обратно в родной город. Лишившись права на восстановление в университете, Мунчан занялся партийно-революционной деятельностью, организовывая новые ячейки Компартии и Союза коммунистической молодёжи. Строгий надзор полиции вынуждал его делать это тайком.
В 1935 году Мунчан был избран секретарём ЦК КПЮ в Беле-Цркве, а после освобождения Жарко Зренянина из тюрьмы в апреле 1936 года установил с ним связь и с Южнобанатским райкомом КПЮ, в котором Жарко занимал должность секретаря. Для того, чтобы избежать попадания в тюрьму, Славко и Жарко организовывали спортивные сообщества и просветительско-культурные центры в небольших городах и деревнях для привлечения народных масс. Многие из тех, кто потянулся в эти спортивные сообщества, в 1936 году отправились в Испанию для участия в Гражданской войне и помощи республиканцам.
В 1936 году в работе Коммунистической партии Югославии в Воеводине грянул крупный провал: большая часть активистов в Воеводине была арестована, и Славко также попался в руки полиции. После долгих пыток в полиции он отказался давать показания. Государственный суд приговорил Мунчана к двум годам тюрьмы, наказание тот отбывал в Сремске-Митровице. После освобождения из тюрьмы Славко вернулся к партийной работе и был восстановлен на должности секретаря ЦК КПЮ в Беле-Цркве. Часто он наведывался в Вршац, где помогал в работе членам горкома. В сентябре 1940 года он стал одним из организаторов VI Съезда КПЮ в Воеводине, который состоялся в Сремске-Каменице. На съезде его избрали членом Политбюро и членом Воеводинского облкома КПЮ, а также секретарём Южнобанатского райкома КПЮ.
После начала войны с Германией Славко вместе с Жарко Зренянином начали подготовку к вооружённому выступлению против оккупантов. В первые дни после оккупации страны Мунчан и Зренянин организовали несколько совещаний, на которых проанализировали текущую обстановку и составили несколько планов выступлений. При помощи Стевицы Йовановича Славко сумел создать несколько десятков небольших партизанских отрядов в Воеводине, оснастив их как отечественным оружием, которое ещё не было конфисковано немцами, так и некоторым трофейным. Самому Славко принадлежит честь создания первого партизанского отряда в Воеводине, который носил имя Южнобанатский. 11 июля 1941 отряд принял боевое крещение в битве за деревню Войловица, но после этого сражения был разгромлен, что привело к массовым арестам и насилию в городе Панчево.
Славко, скрываясь от полицаев, перебрался в Вршац, где 5 сентября 1941 на одной из улиц был схвачен бандой фольксдойче, которые собирались его доставить в Гестапо. Ему удалось на время вырваться из рук немцев, однако этого не могло хватить на то, чтобы спастись бегством. Славко, не желая попадать в плен, покончил с собой на глазах у немцев.
Указом Иосипа Броза Тито от 7 июля 1953 Славко Мунчану было посмертно присвоено звание Народного героя Югославии.